# ذىخديجة (ذي السفال)

تعديل مصدري - تعديل

ذىخديجة محلة تابعة لقرية المركبة، التابعة لعزلة بني عبد الله بمديرية ذي السفال إحدى مديريات محافظة إب في الجمهورية اليمنية، بلغ تعداد سكانها 23 حسب تعداد اليمن لعام 2004.